# Sevec
Sevec – wieś w Słowenii, w gminie Slovenska Bistrica. W 2018 roku liczyła 44 mieszkańców.